# Крова
Крова (італ. Crova, п'єм. Cròva) — муніципалітет в Італії, у регіоні П'ємонт, провінція Верчеллі.
Крова розташована на відстані близько 520 км на північний захід від Рима, 55 км на північний схід від Турина, 16 км на захід від Верчеллі.
Населення — 414 осіб (2014).
Щорічний фестиваль відбувається другої неділі липня. Покровитель — Santi Pietro e Paolo.

## Демографія
Населення за роками:

Станом на 1 січня 2023 року в муніципалітеті офіційно проживало 14 іноземців з 8 країн, серед них 2 громадяни країн Євросоюзу та 1 громадянин України.

## Сусідні муніципалітети
- Ліньяна
- Ронсекко
- Саласко
- Сан-Джермано-Верчеллезе
- Сантія
- Тронцано-Верчеллезе